# Nephodia luteopunctata
Nephodia luteopunctata là một loài bướm đêm trong họ Geometridae.